# Большой Северный полуостров
Большой Северный полуостров (англ. Great Northern Peninsula), или просто Северный полуостров (англ. Northern Peninsula), — крупный полуостров на севере канадского острова Ньюфаундленд (провинция Ньюфаундленд и Лабрадор).

## География
Большой Северный полуостров является самым крупным и самым протяжённым полуостровом канадского острова Ньюфаундленд. Его граница проходит вдоль западного побережья Ньюфаундленда от залива Бонн на юге до мыса Норман на севере, далее огибает северную часть с запада на восток до мыса Болд, и далее идёт на юг к заливу Уайт-Бей вплоть до его южной оконечности, где находится небольшой город Хампден. В состав полуострова входят и другие мелкие полуострова и мысы: с восточной стороны — Кейп-Руж (Cape Rouge) и Кейп-Фокс (Cape Fox), а с западной — Нью-Фероль-Пойнт (New Ferolle Point), Пойнт-Риш (Point Riche) и Коу-Хед (Cow Head).
Большой Северный полуостров с запада омывается заливом Святого Лаврентия, с востока — морем Лабрадор и заливом Уайт-Бей, а с севера — проливом Белл-Айл, отделяющим остров Ньюфаундленд от полуострова Лабрадор и соединяющим залив Святого Лаврентия и море Лабрадор. Линию, ограничивающую Большой Северный полуостров с юга, приблизительно можно получить, соединив прямым отрезком населённые пункты Роки-Харбор (у северной оконечности залива Бонн) и Хампден (у южной оконечности залива Уайт-Бей). Протяжённость полуострова составляет около 225 км, а его наибольшая ширина — около 80 км. Площадь полуострова составляет около 17 483 км².
С точки зрения рельефа Большой Северный полуостров можно разделить на две области — горные районы Лонг-Рейндж (являющиеся частью Аппалачей) и примыкающая к ним прибрежная полоса. В южной части полуострова находится национальный парк Грос-Морн, высшая точка которого — вершина горы Грос-Морн — находится на высоте 806 м.
Населённые пункты в основном расположены у побережья, наиболее крупные из них — Сент-Антони, Роки-Харбор, Роддиктон, Порт-о-Шуа и Норрис-Пойнт.

## История
Индейские поселения на Большом Северном полуострое существовали с 3-го тысячелетия до нашей эры. В частности, на месте, где расположен современный Порт-о-Шуа, в 2400—1200 годах до н. э. жили индейцы морской архаической культуры, примерно с 800 года до н. э. до 100 года н. э. там жили палеоэскимосы культуры Гросуотер, а с начала нашей эры до 700 года — палеоэскимосы культуры Дорсет.
На самой северной оконечности полуострова расположен историко-археологический памятник Л’Анс-о-Медоуз, где находятся остатки поселения викингов XI века.

## Фотогалерея
- Ривер-оф-Пондс
- Парк Арчес
- Парсонс-Понд
- Порт-о-Шуа